# Lehtse

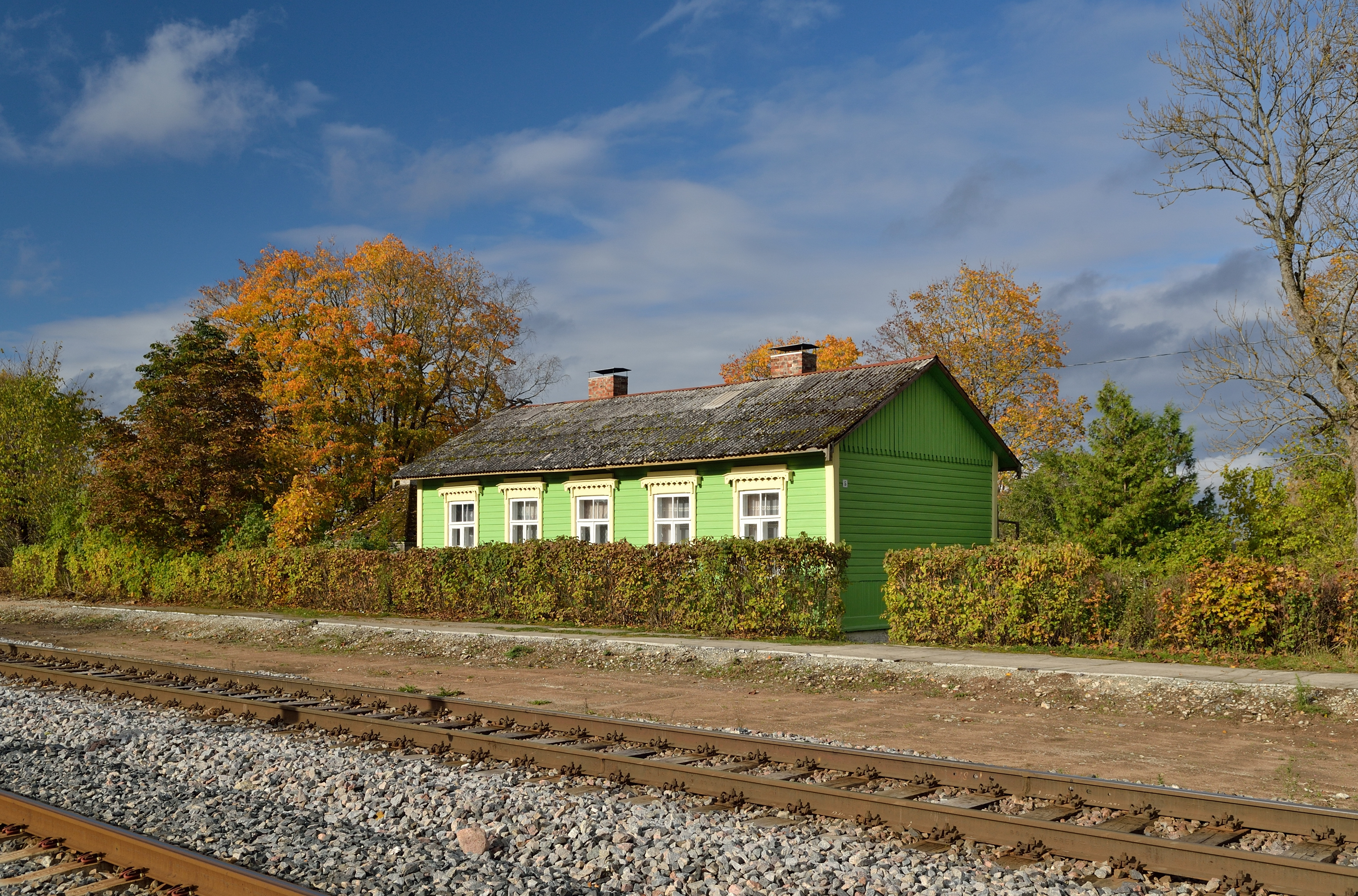

Lehtse este un târgușor (nucleu de tip urban) situat în partea de nord a Estoniei, în regiunea Lääne-Viru. Aparține de comuna Tapa.